# Papyrus Bodmer II
Papyrus Bodmer II (oder {\displaystyle {\mathfrak {P}}}66) ist ein nahezu vollständiger Kodex des Evangeliums nach Johannes. Er ist Teil der Bodmer-Papyri-Sammlung und eines der ältesten bekannten Manuskripte des Neuen Testaments. Seine Niederschrift wird auf die Zeit um 200 datiert.

## Text
Das Manuskript enthält Johannes 1,1–6,11; 6,35–14,26.29–30; 15,2–26; 16,2–4.6–7; 16,10–20,20.22–23; 20,25–21,9.
In Papyrus 66 fehlt die Begebenheit mit Jesus und der Ehebrecherin (7,53–8,11). Er ist damit das früheste Zeugnis dafür, dass diese Passage ursprünglich nicht zum Johannesevangelium gehört haben könnte.
Das Manuskript enthält außerdem durchgängig Nomina sacra.
Zurzeit wird es in Cologny nahe Genf in der Bibliotheca Bodmeriana aufbewahrt. Der Papyrus besteht aus 39 Folia (das ergibt 78 Blätter, 156 Seiten) mit einer Größe von 14,2 × 16,2 cm für jedes Blatt mit etwa 15 bis 25 Zeilen pro Seite. 
Neueren Untersuchungen der Papyrologin Karyn Berner und Philip Comfort zufolge ist es sicher, dass an der Niederschrift von {\displaystyle {\mathfrak {P}}}66 drei Personen mitgewirkt haben: der ursprüngliche professionelle Schreiber, ein gründlicher Korrektor und ein kleinerer Korrektor. 
Der griechische Text des Kodex ist ein Repräsentant des Alexandrinischen Texttyps. Kurt und Barbara Aland beschreiben ihn als „freien Text“ und ordnen auf Grund seines hohen Alters ihn unter den Kategorien der Handschriften des Neuen Testaments in Kategorie I. und damit in die höchste Qualitätsstufe ein.
Eine Transkription jeder einzelnen Seite von {\displaystyle {\mathfrak {P}}}66 finden sich im Buch von Comfort und Barett auf den Seiten 388 bis 468.